# مات ديلاهونتي
ماثيو واد ديلاهونتي (بالإنجليزية: Matt Dillahunty) (ولد في 31 مارس عام 1969) ناشط ملحد أمريكي، والرئيس الحالي لجماعة الملحدين في أوستن، وشغله سابقًا من عام 2006 إلى عام 2013. استضافه برنامج البث عبر الإنترنت الذي مقره أوستن والبرنامج التلفزيوني تجربة الملحد منذ عام 2005، واستضافه سابقًا البرنامج الإذاعي المباشر عبر الإنترنت راديو نون بروفيتس. كما أنه مؤسس موسوعة مكافحة الدفاعيات، آيرون شاريوتس والمواقع الفرعية التابعة لها ومساهم فيها.
يشارك بانتظام في المناظرات الرسمية، ويسافر إلى الولايات المتحدة للتحدث إلى المنظمات العلمانية المحلية والمجموعات الجامعية، كجزء من مكتب المتحدثين في تحالف الطلاب العلمانيين. يسافر كثيرًا إلى الخارج للمشاركة في جلسات النقاش والمناظرة. انضم ديلاهونتي في صيف عام 2017، إلى جولة نقاش برعاية مؤسسة بينغبورن للفلسفة، إذ تقاسم المسرح مع زملائه الملحدين سام هاريس وريتشارد دوكينز ولورنس كراوس. لم يمتلك شهادات رسمية أو شهادات تعليم عالي، ولم يرتاد المعاهد الدينية.

## السيرة الذاتية
فكّر ديلاهونتي في أن يصبح كاهنًا، بعد ما أثارته المعمدانية الجنوبية. قاده فحصه المتعمق لمعتقداته المسيحية -بدلًا من تعزيز إيمانه كما كان ينوي- إلى عدم الإيمان بالمبادئ الأساسية للمسيحية، وجميع الأديان في النهاية. أمضى ديلاهونتي ثمان سنوات في البحرية الأمريكية، قبل مغادرتها للعمل في مجال تصميم برامج الحاسوب. استضافه برنامج تجربة الملحد لأول مرة في مارس عام 2005، وأصبح ضيفًا دائمًا للبرنامج. تزوج في أكتوبر عام 2011 من بيث بريسوورد، زميلته في برنامج تجربة الملحد والضيفة المشاركة في بودكاست غودليس بيتشز، وتطلقا في عام 2018.
يصف ديلاهونتي نفسه كنسويّ. كان أحد موضوعات مجموعة الأفلام الوثائقية أسبوعي في الإلحاد (2014) للمخرج جون كريستي، وميشن كونترول تيكساس (2015). كان أيضًا ساحرًا.

## آراؤه حول الأخلاق
كان تفوق الأخلاق العلمانية على الأخلاق الدينية أحد موضوعات ديلاهونتي المتكررة. كان موضوع خلافه الرئيسي حول القضية أن الأنظمة الأخلاقية العلمانية شاملة وديناميكية وتشجع التغيير وتخدم مصالح المشاركين، في حين أن الأنظمة الأخلاقية الدينية تخدم فقط مصالح سلطة خارجية. تطرق إلى الموضوع مرة أخرى في محاضرة في مؤتمر الملحدين الأمريكيين لعام 2013 في أوستن: «يقولون أنّنا غير أخلاقيين، في حين أنّنا الوحيدون الذين يدركون أن الأخلاق مستمدة من التعاطف والإنصاف والتعاون والحقائق المادية حول التفاعل في هذا الكون. كسروا بوصلتهم الأخلاقية وضَحَّوا بإنسانيتهم على مذبح الدين. يقولون أنّنا ضائعون ومكسورون وبحاجة إلى الخلاص، في حين أنّنا أحرار». يرى ديلاهونتي أن تأييد المكافأة أو العقوبة الأبدية للأفعال المحدودة «أدنى أخلاقيًّا».

## الدفاع عن الحقوق الإنجابية
دافع ديلاهونتي عن الحقوق الإنجابية. تحدّى ديلاهونتي ممثّل منظمة مكافحة الإجهاض العلمانية في مناظرة عامة حول القضية، بعد سماعه أنها أعدّت جدولًا في مؤتمر الملحدين الأمريكيين لعام 2012. حدثت المناظرة في مؤتمر تكساس فريثوت لعام 2012، حيث ناظر ديلاهونتي كريستين كروسشلنيكي. استخدم ديلاهونتي الاستقلالية الجسدية كحجة أساسية لحقوق الإجهاض. ناظر ديلاهونتي كلينتون ويلكوكس في مارس 2014، وهو ليس عضوًا في منظمة مكافحة الإجهاض العلمانية، على الرغم من أن المناظرة أُعلن عنها على مدونته. أدت التبعات إلى خلاف مع المنظمة، وأعلن ديلاهونتي في منشور على فيسبوك أنه لن يناقشها علنًا مرةً أخرى. ظهر وبيث بريسوود في وقت لاحق على بودكاست أماندا ماركوت أر إتش رياليتي تشيك لشرح أحداث السنوات السابقة، وقال إن «مظاهر الذكر متوافق الجنس عديم الرحم» التي تناقش حقوق المرأة ليس ما يريد الدفاع عنه، وسيسمح للآخرين بأخذ زمام المبادرة علانيةً في هذه القضية.

## وصلات خارجية
- مات ديلاهونتي على موقع IMDb (الإنجليزية)
- مات ديلاهونتي على موقع ميوزك برينز (الإنجليزية)
- الموقع الرسمي
- مات ديلاهونتي في قاعدة بيانات الأفلام على الإنترنت
- قناة The Atheist Experience  على يوتيوب